# Lichnochromis acuticeps
Cá láng Malawi (Lichnochromis acuticeps) là một loài cá săn mồi thuộc họ Cá hoàng đế đặc hữu của Hồ Malawi. Loài này có thể đạt chiều dài 30 cm. Nó cũng có thể được tìm thấy trong thị trường buôn bán cá cảnh. Nó là loài duy nhất được biết đến trong chi của nó, Lichnochromis.
Loài này phân bố ở Malawi, Mozambique và Tanzania. Môi trường sống tự nhiên của nó là hồ nước ngọt.